# Vòng loại giải vô địch bóng đá châu Âu 2020 (Bảng B)
Bảng B của vòng loại giải vô địch bóng đá châu Âu 2020 là một trong mười bảng để quyết định đội nào sẽ vượt qua vòng loại cho vòng chung kết giải vô địch bóng đá châu Âu 2020. Bảng B bao gồm năm đội: Litva, Luxembourg, Bồ Đào Nha (đương kim vô địch của giải đấu), Serbia và Ukraina, nơi các đội tuyển này sẽ thi đấu với nhau mỗi trận khác trên sân nhà và sân khách trong một thể thức trận đấu vòng tròn.
Hai đội đứng đầu sẽ vượt qua vòng loại trực tiếp cho trận chung kết. Không giống như các lần trước, các đội tham gia vòng play-off sẽ không được quyết định dựa trên kết quả từ vòng bảng vòng loại, nhưng thay vào đó dựa trên thành tích của họ trong giải vô địch bóng đá các quốc gia châu Âu 2018-19.

## Bảng xếp hạng
| VT | Đội        | ST | T | H | B | BT | BB | HS  | Đ  | Giành quyền tham dự                                   |     | Ukraina | Bồ Đào Nha | Serbia | Luxembourg | Litva |
| -- | ---------- | -- | - | - | - | -- | -- | --- | -- | ----------------------------------------------------- | --- | ------- | ---------- | ------ | ---------- | ----- |
| 1  | Ukraina    | 8  | 6 | 2 | 0 | 17 | 4  | +13 | 20 | Vượt qua vòng loại cho vòng chung kết                 |     | —       | 2–1        | 5–0    | 1–0        | 2–0   |
| 2  | Bồ Đào Nha | 8  | 5 | 2 | 1 | 22 | 6  | +16 | 17 | Vượt qua vòng loại cho vòng chung kết                 |     | 0–0     | —          | 1–1    | 3–0        | 6–0   |
| 3  | Serbia     | 8  | 4 | 2 | 2 | 17 | 17 | 0   | 14 | Giành quyền vào vòng play-off dựa theo Nations League |     | 2–2     | 2–4        | —      | 3–2        | 4–1   |
| 4  | Luxembourg | 8  | 1 | 1 | 6 | 7  | 16 | −9  | 4  |                                                       |     | 1–2     | 0–2        | 1–3    | —          | 2–1   |
| 5  | Litva      | 8  | 0 | 1 | 7 | 5  | 25 | −20 | 1  |                                                       | 0–3 | 1–5     | 1–2        | 1–1    | —          |       |

## Các trận đấu
Lịch thi đấu đã được phát hành bởi UEFA cùng ngày với lễ bốc thăm, đã được tổ chức vào ngày 2 tháng 12 năm 2018 tại Dublin. Thời gian là CET/CEST, như được liệt kê bởi UEFA (giờ địa phương, nếu khác nhau, nằm trong dấu ngoặc đơn).
| Luxembourg                     | 2–1      | Litva         |
| ------------------------------ | -------- | ------------- |
| - Barreiro 45' - Rodrigues 55' | Chi tiết | - Černych 14' |

| Bồ Đào Nha | 0–0      | Ukraina |
| ---------- | -------- | ------- |
|            | Chi tiết |         |

| Luxembourg   | 1–2      | Ukraina                                  |
| ------------ | -------- | ---------------------------------------- |
| - Turpel 34' | Chi tiết | - Tsyhankov 40' - Rodrigues 90+3' (l.n.) |

| Bồ Đào Nha   | 1–1      | Serbia             |
| ------------ | -------- | ------------------ |
| - Danilo 42' | Chi tiết | - Tadić 7' (ph.đ.) |

| Litva           | 1–1      | Luxembourg      |
| --------------- | -------- | --------------- |
| - Novikovas 74' | Chi tiết | - Rodrigues 21' |

| Ukraina                                                     | 5–0      | Serbia |
| ----------------------------------------------------------- | -------- | ------ |
| - Tsyhankov 26', 28' - Konoplyanka 46', 75' - Yaremchuk 59' | Chi tiết |        |

| Serbia                                            | 4–1      | Litva                   |
| ------------------------------------------------- | -------- | ----------------------- |
| - A. Mitrović 20', 34' - Jović 35' - Ljajić 90+2' | Chi tiết | - Novikovas 71' (ph.đ.) |

| Ukraina        | 1–0      | Luxembourg |
| -------------- | -------- | ---------- |
| - Yaremchuk 6' | Chi tiết |            |

| Litva | 0–3      | Ukraina                                       |
| ----- | -------- | --------------------------------------------- |
|       | Chi tiết | - Zinchenko 7' - Marlos 27' - Malinovskyi 62' |

| Serbia                             | 2–4      | Bồ Đào Nha                                               |
| ---------------------------------- | -------- | -------------------------------------------------------- |
| - Milenković 68' - A. Mitrović 85' | Chi tiết | - Carvalho 42' - Guedes 58' - Ronaldo 80' - B. Silva 86' |

| Litva                 | 1–5      | Bồ Đào Nha                                           |
| --------------------- | -------- | ---------------------------------------------------- |
| - Andriuškevičius 28' | Chi tiết | - Ronaldo 7' (ph.đ.), 62', 65', 76' - Carvalho 90+2' |

| Luxembourg   | 1–3      | Serbia                                |
| ------------ | -------- | ------------------------------------- |
| - Turpel 66' | Chi tiết | - A. Mitrović 36', 78' - Radonjić 55' |

| Bồ Đào Nha                                | 3–0      | Luxembourg |
| ----------------------------------------- | -------- | ---------- |
| - B. Silva 16' - Ronaldo 65' - Guedes 89' | Chi tiết |            |

| Ukraina                | 2–0      | Litva |
| ---------------------- | -------- | ----- |
| - Malinovskyi 29', 58' | Chi tiết |       |

| Litva            | 1–2      | Serbia                 |
| ---------------- | -------- | ---------------------- |
| - Kazlauskas 79' | Chi tiết | - A. Mitrović 49', 53' |

| Ukraina                         | 2–1      | Bồ Đào Nha            |
| ------------------------------- | -------- | --------------------- |
| - Yaremchuk 6' - Yarmolenko 27' | Chi tiết | - Ronaldo 72' (ph.đ.) |

| Bồ Đào Nha                                                                | 6–0      | Litva |
| ------------------------------------------------------------------------- | -------- | ----- |
| - Ronaldo 7' (ph.đ.), 22', 65' - Pizzi 52' - Paciência 56' - B. Silva 63' | Chi tiết |       |

| Serbia                                | 3–2      | Luxembourg                   |
| ------------------------------------- | -------- | ---------------------------- |
| - A. Mitrović 11', 43' - Radonjić 70' | Chi tiết | - Rodrigues 54' - Turpel 75' |

| Luxembourg | 0–2      | Bồ Đào Nha                    |
| ---------- | -------- | ----------------------------- |
|            | Chi tiết | - Fernandes 39' - Ronaldo 86' |

| Serbia                               | 2–2      | Ukraina                          |
| ------------------------------------ | -------- | -------------------------------- |
| - Tadić 9' (ph.đ.) - A. Mitrović 56' | Chi tiết | - Yaremchuk 32' - Besyedin 90+3' |

## Cầu thủ ghi bàn
Đã có 68 bàn thắng ghi được trong 20 trận đấu, trung bình 3.4 bàn thắng mỗi trận đấu.
11 bàn
- Cristiano Ronaldo

10 bàn
- Aleksandar Mitrović

4 bàn
- Roman Yaremchuk

3 bàn
- Bernardo Silva
- Gerson Rodrigues
- David Turpel
- Ruslan Malinovskyi
- Viktor Tsyhankov

2 bàn
- William Carvalho
- Gonçalo Guedes
- Arvydas Novikovas
- Nemanja Radonjić
- Dušan Tadić
- Yevhen Konoplyanka

1 bàn
- Danilo Pereira
- Bruno Fernandes
- Gonçalo Paciência
- Pizzi
- Vytautas Andriuškevičius
- Fedor Černych
- Donatas Kazlauskas
- Leandro Barreiro
- Luka Jović
- Adem Ljajić
- Nikola Milenković
- Artem Besyedin
- Marlos
- Andriy Yarmolenko
- Oleksandr Zinchenko

1 bàn phản lưới nhà
- Gerson Rodrigues (trong trận gặp Ukraina)

## Kỷ luật
Một cầu thủ sẽ bị đình chỉ tự động trong trận đấu tiếp theo cho các hành vi phạm lỗi sau đây:
- Nhận thẻ đỏ (treo thẻ đỏ có thể được gia hạn đối với các hành vi phạm lỗi nghiêm trọng)
- Nhận ba thẻ vàng trong ba trận đấu khác nhau, cũng như sau thẻ thứ năm và bất kỳ thẻ vàng tiếp theo nào (việc treo thẻ vàng được chuyển tiếp đến vòng play-off, nhưng không phải là trận chung kết hoặc bất kỳ trận đấu quốc tế nào khác trong tương lai)

Các đình chỉ sau đây đã (hoặc sẽ) được phục vụ trong các trận đấu vòng loại:
| Đội tuyển  | Cầu thủ             | Thẻ phạt                                                                                                 | Bị đình chỉ cho các trận đấu    |
| ---------- | ------------------- | --- | ------------------------------- |
| Litva      | Saulius Mikoliūnas  | v Luxembourg (7 tháng 6 năm 2019)                                                                        | v Serbia (10 tháng 6 năm 2019)  |
| Litva      | Arvydas Novikovas   | v Luxembourg (7 tháng 6 năm 2019) · v Serbia (10 tháng 6 năm 2019) · v Ukraina (11 tháng 10 năm 2019)    | v Serbia (14 tháng 10 năm 2019) |
| Litva      | Modestas Vorobjovas | v Luxembourg (7 tháng 6 năm 2019)                                                                        | v Serbia (10 tháng 6 năm 2019)  |
| Luxembourg | Leandro Barreiro    | v Ukraina (25 tháng 3 năm 2019) · v Serbia (10 tháng 9 năm 2019) · v Bồ Đào Nha (11 tháng 10 năm 2019)   | v Serbia (14 tháng 11 năm 2019) |
| Luxembourg | Dirk Carlson        | v Litva (22 tháng 3 năm 2019) · v Ukraina (25 tháng 3 năm 2019) · v Litva (7 tháng 6 năm 2019)           | v Ukraina (10 tháng 6 năm 2019) |
| Serbia     | Uroš Spajić         | v Bồ Đào Nha (25 tháng 3 năm 2019) · v Ukraina (7 tháng 6 năm 2019) · v Luxembourg (10 tháng 9 năm 2019) | v Litva (14 tháng 10 năm 2019)  |
| Ukraina    | Taras Stepanenko    | v Bồ Đào Nha (14 tháng 10 năm 2019)                                                                      | v Serbia (17 tháng 11 năm 2019) |